# حنوتي
حنوتي شركة مغربية متخصصة في تجارة القرب، تابعة لمجموعة فينانس كوم. فُتح أول محل حنوتي في 27 أبريل 2007 بآنفا بالدارالبيضاء. لم تتجاوز محلات حنوتي 130 نقطة بيع لتغلق محلاتها سنة2011

## القصة
في 2007 أعلنت الشركة عن افتتاحها 100 نقطة بيع، وأعلنت الشركة أنه من المتوقع 500 محل قبل نهاية سنة 2007 و 2000 محل سنة 2008، و 3000 محل في 2009 ولكن لم تتجاوز الشركة حاجز 130 محل، قبل أن تغلق جميع محلاتها في 2011 بسبب مشاكل مع البنك المغربي للتجارة الخارجية.